# Ibidem
Ibidem, escrito anteriormente ibídem (del latín ibīdem, abreviado ib. o ibid.), es un latinismo que significa ‘allí mismo, en el mismo lugar’, usado en índices, notas al pie o citas bibliográficas.

## Citación de fuentes
Para la bibliografía o fuentes de un texto se usa en las citas o notas (generalmente a pie de página) para referirse a una fuente que ya fue declarada previamente. En este contexto significa ‘igual que la referencia anterior’, para no repetir la referencia que ya ha sido enunciada. Tiene la misma función que la locución opere citato (‘en la obra citada’, abreviado op. cit.) o loco citato (‘en el lugar citado’, abreviado loc. cit.); sin embargo, ambos se usan en distintos casos y no deben confundirse.
La abreviatura ibid. solo hace referencia a la cita inmediatamente anterior, significando que ambas citas tratan del mismo autor y del mismo libro; por ello, esos datos no se colocan nuevamente y solo se señala la página correspondiente en cada caso.

4.  E. Vijh, Latín para principiantes (Académico, Nueva York, 1997), p. 23.
5.  Ibid., p. 100.

El libro citado en la referencia 5 es el mismo que el de la 4; la diferencia es que esta vez se cita una página diferente.